# Pente hydraulique

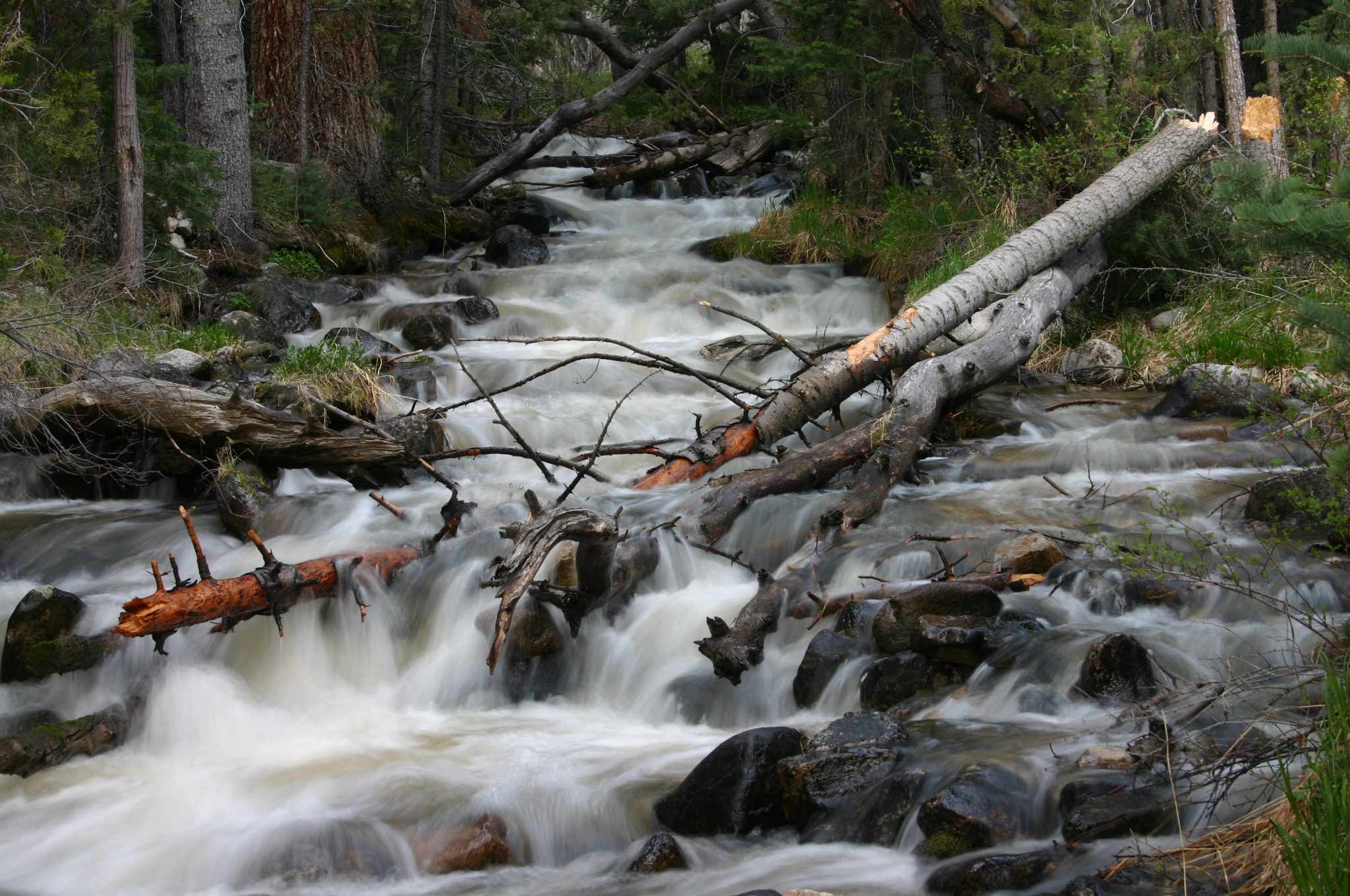
Un tronçon de torrent rectiligne avec une pente hydraulique globale importante.

La pente hydraulique est le ratio de la baisse de l'élévation d'un cours d'eau par unité de distance horizontale. Cette pente, différente de la pente topographique dite de fond, s'exprime généralement en mètres par mètre ou par kilomètre. 

## Hydrologie et géologie
La pente hydraulique d'un cours d'eau varie le long de son tracé. Dans la plupart des cas, elle diminue plus ou moins régulièrement à mesure que l'on s'approche de l'embouchure, en particulier à l'approche du niveau de la mer.
Une pente hydraulique élevée indique une pente topographique raide et un écoulement rapide de l'eau. Une pente hydraulique importante est également synonyme d'une plus grande capacité à éroder de l'eau. À l'opposé, une pente hydraulique faible signifie un mouvement lent de l'eau qui est alors capable de transporter seulement de petites quantités de sédiments très fins. Les cours d'eau avec une pente hydraulique élevée ont tendance à avoir un chemin raide, étroit et à former des vallées en V. Ce sont généralement des jeunes ruisseaux. Une faible pente signifie généralement un lit plus large et moins exigu, avec une tendance à former des méandres. 
Les barrages, les glaciations, les changements du niveau de la mer, du niveau de base et de nombreux autres facteurs peuvent modifier la pente hydraulique d'un cours d'eau.